# Pavel Doležel
Pavel Doležel (Černá Hora, 30 de noviembre de 1940) es un deportista checoslovaco que compitió en ciclismo en la modalidad de pista. Ganó una medalla de bronce en el Campeonato Mundial de Ciclismo en Pista de 1974, en la prueba de persecución por equipos.

## Medallero internacional
| Campeonato Mundial | Campeonato Mundial | Campeonato Mundial | Campeonato Mundial          |
| Año                | Lugar              | Medalla            | Competición                 |
| ------------------ | ------------------ | ------------------ | --------------------------- |
| 1974               | Montreal (Canadá)  | Medalla de bronce  | Persecución por equipos (A) |